# Murazzano
Murazzano (Murassan in piemontese) è un comune italiano di 884 abitanti della provincia di Cuneo in Piemonte. Situato in posizione dominante sul territorio delle Langhe, è definito "scudo e chiave del Piemonte".

## Monumenti e luoghi d'interesse

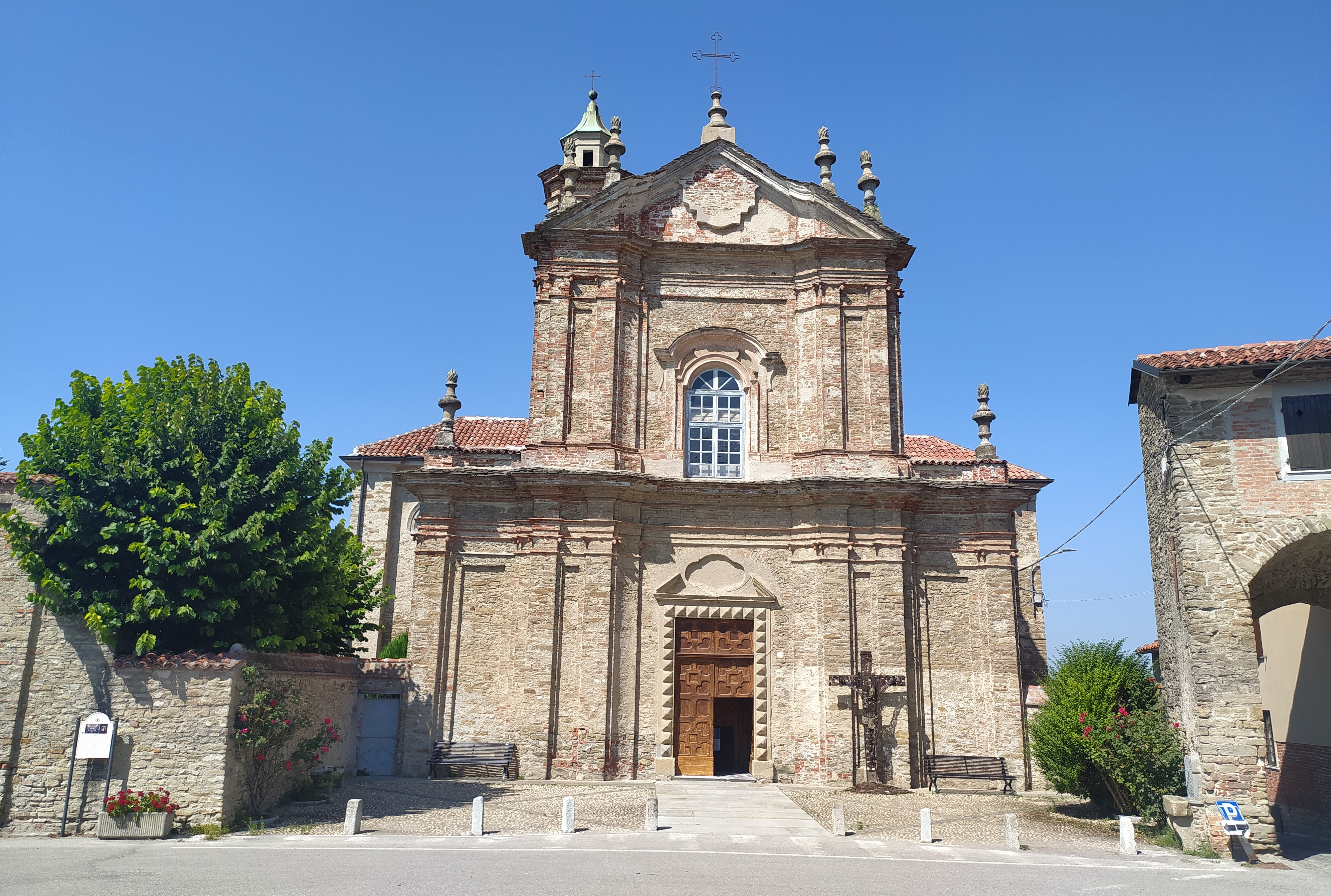
Veduta Santuario Madonna di Hal

- Chiesa Parrocchiale di San Lorenzo
- Torre medioevale, che domina il centro abitato, con area verde circostante e punto panoramico
- Santuario Beata Vergine di Hal[4]
- Palazzo Tovegni
- Ricetto[5]
- A 3 km dal centro abitato si trova il Parco Safari delle Langhe

## Società

### Evoluzione demografica
Tra il 1921 e il terzo millennio la popolazione residente è diminuita di due terzi.
Abitanti censiti

### Etnie e minoranze straniere
Secondo i dati Istat al 31 dicembre 2017, i cittadini stranieri residenti a Murazzano sono 149, così suddivisi per nazionalità, elencando per le presenze più significative:
1. Romania, 74

## Cultura ed economia
Murazzano è citato nel romanzo di Beppe Fenoglio Il partigiano Johnny.
Il paese è luogo di produzione dell'omonimo formaggio a pasta molle, tutelato da denominazione di origine protetta.

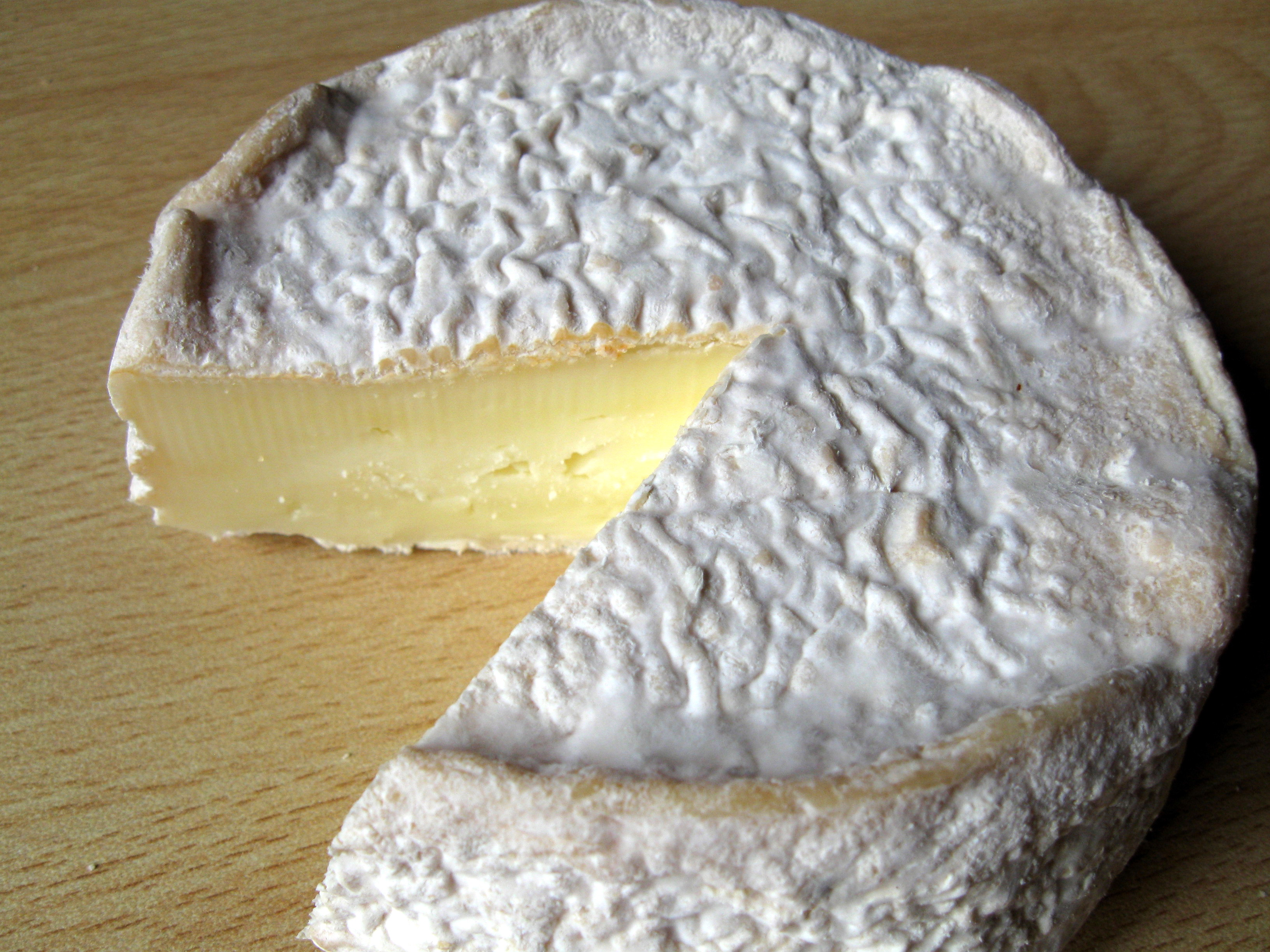
Forma di formaggio Murazzano DOP

## Amministrazione
Di seguito è presentata una tabella relativa alle amministrazioni che si sono succedute in questo comune.
| Periodo        | Periodo        | Primo cittadino           | Partito                                    | Carica  | Note  |
| -------------- | -------------- | ------------------------- | ------------------------------------------ | ------- | ----- |
| 30 maggio 1985 | 1º giugno 1990 | Maurizio Drochi           | Democrazia Cristiana                       | Sindaco | [ 9 ] |
| 1º giugno 1990 | 12 aprile 1994 | Maurizio Drochi           | lista civica                               | Sindaco | [ 9 ] |
| 22 aprile 1994 | 24 aprile 1995 | Gianfranca Meriggio       | Partito Comunista Italiano                 | Sindaco | [ 9 ] |
| 24 aprile 1995 | 14 giugno 1999 | Gianfranca Meriggio       | -                                          | Sindaco | [ 9 ] |
| 14 giugno 1999 | 14 giugno 2004 | Giorgio Giuseppe Manfredi | -                                          | Sindaco | [ 9 ] |
| 14 giugno 2004 | 7 giugno 2009  | Giorgio Giuseppe Manfredi | lista civica                               | Sindaco | [ 9 ] |
| 8 giugno 2009  | 26 maggio 2014 | Vito Giovanni Galli       | lista civica                               | Sindaco | [ 9 ] |
| 26 maggio 2014 | in carica      | Giorgio Manfredi          | lista civica: per Murazzano e la sua langa | Sindaco | [ 9 ] |

### Altre informazioni amministrative
Il comune faceva parte della comunità montana Alta Langa e Langa delle Valli Bormida e Uzzone.